# 落合村 (宮城県)
落合村（おちあいむら）は、昭和30年（1955年）まで宮城県黒川郡の南西部にあった村。現在の大和町落合相川・落合三ヶ内・落合蒜袋・落合桧和田・落合報恩寺・落合舞野・落合松坂および松坂平・流通平にあたる。

## 沿革
- 明治22年（1889年）4月1日 - 町村制施行にともない、相川村・三ヶ内村・蒜袋村・桧和田村・報恩寺村・舞野村・松坂村の計7か村が合併して落合村が発足。
- 昭和30年（1955年）4月20日 - 吉岡町・鶴巣村・宮床村・吉田村と合併し、大和町となる。

## 行政

### 歴代村長
| 代 | 氏名       | 就任                       | 退任                       | 備考 |
| -- | ---------- | -------------------------- | -------------------------- | ---- |
| 1  | 松坂幸蔵   | 明治22年（1889年）4月1日   | 明治25年（1892年）1月19日  |      |
| 2  | 佐藤惣三郎 | 明治25年（1895年）2月10日  | 明治25年（1895年）8月28日  |      |
| 3  | 相沢栄五郎 | 明治25年（1895年）9月14日  | 明治38年（1905年）3月31日  |      |
| 4  | 桜井又蔵   | 明治38年（1905年）4月24日  | 明治38年（1905年）9月25日  |      |
| 5  | 安海長吉   | 明治38年（1905年）1月15日  | 大正3年（1914年）12月5日   |      |
| 6  | 文屋元蔵   | 大正3年（1914年）12月23日  | 大正5年（1916年）3月21日   |      |
| 7  | 佐藤惣四郎 | 大正5年（1916年）6月2日    | 大正8年（1919年）10月18日  |      |
| 8  | 高平京吉   | 大正8年（1919年）12月15日  | 大正12年（1923年）12月14日 |      |
| 9  | 瀬戸喜吉   | 大正13年（1924年）4月26日  | 昭和3年（1928年）4月25日   |      |
| 10 | 高平伝蔵   | 昭和3年（1928年）5月26日   | 昭和11年（1936年）3月17日  |      |
| 11 | 小畑勘三郎 | 昭和11年（1936年）4月24日  | 昭和12年（1937年）8月20日  |      |
| 12 | 高平伝蔵   | 昭和12年（1937年）8月30日  | 昭和16年（1941年）8月29日  | 再任 |
| 13 | 瀬戸佐助   | 昭和16年（1941年）8月30日  | 昭和21年（1946年）4月20日  |      |
| 14 | 只木和六   | 昭和21年（1946年）4月21日  | 昭和24年（1949年）10月29日 |      |
| 15 | 武藤運三郎 | 昭和24年（1949年）10月30日 | 昭和28年（1953年）10月29日 |      |
| 16 | 大内鉱三郎 | 昭和28年（1953年）10月30日 | 昭和30年（1955年）4月19日  |      |